# Micropterix gertraudae
Micropterix gertraudae là một loài bướm đêm đã tuyệt chủng thuộc họ Micropterigidae. Nó được miêu tả bởi Kurz M. A & M. E. Kurz năm 2010. Nó là loài duy nhất được tìm thấy từ một mẫu vật đơn nhất trong hổ phách Baltic, được khai thác ở Palmnicken (nay là Yantarnyy) gần Kaliningrad.